# 臺灣黑矮人
黑矮人，或稱小矮人、小人、矮黑人、烏鬼番等，是一群早期生活於臺灣的人類族群，其紀錄存在於數個南島語族臺灣原住民的傳說中，也有發掘到可能屬於此族群之個體的遺骸。

## 文獻
《臺灣府志》稱臺灣內陸偏遠山區中有「人狀如猿猱，長不滿三尺，見人則升樹杪。人欲擒之，則張弩相向，緣樹遠遁。亦有鑿穴而居，類太古之民者。」

## 傳說
伊能嘉矩稱除雅美族（今達悟族）外，大多臺灣原住民族群都有祖先與矮黑人互動的傳說，布農族和鄒族的傳說更顯示矮黑人比他們的祖先更早出現於臺灣。
- 排灣族稱他們作ngedrel。在傳說中稱他們身高不過族人一半，但體力十分強健。傳說也稱當他們獵得羌並將之揹著時，羌的背部會在地上拖曳。
- 布農族稱其為saluso，稱他們身高不足「三尺」，經常躲在岩石後或香蕉樹下。
- 泰雅族稱他們為misinsigot，傳說他們住在遙遠的山後，身高約「三尺」左右，身手非常矯健。
- 鄒族稱其為sayucu，傳說他們身材矮小，能攀爬樹豆枝幹。
- 卑南族南王部落稱他們作kikik，傳說他們在日常生活中裸體，居住在山區，身高如族人四、五歲孩童。
- 賽德克族傳說他們身高只到成年族人的胸部。
- 邵族傳說他們身材矮小並長有尾巴，比族人先居住於日月潭地區。
- 賽夏族傳說稱他們住在村落附近山洞中，善於歌舞，並精通農業與巫術；他們教導族人祖先種植小米以及收割等技術。後來，因他們時常欺侮女性族人，族人在其經常經過的獨木橋設陷阱，使他們其中許多人墜入深淵，其餘則失蹤。賽夏族人至今仍舉行巴斯達隘紀念他們。[4]

## 考古研究
2022年前後，在小馬遺址發現一具女性骨骸，包括股骨與頭骨，研判其身高約139公分，其生活年代約在6000年前；其顱骨及身材特徵，被認為近似於呂宋島北部之尼格利陀人。

## 紀念
- 賽夏族的巴斯達隘

## 參看
- 烏鬼洞
- 尼格利陀人